# 1981年の政治
1981年の政治（1981ねんのせいじ）では、1981年（昭和56年）の政治分野に関する出来事について記述する。

## できごと

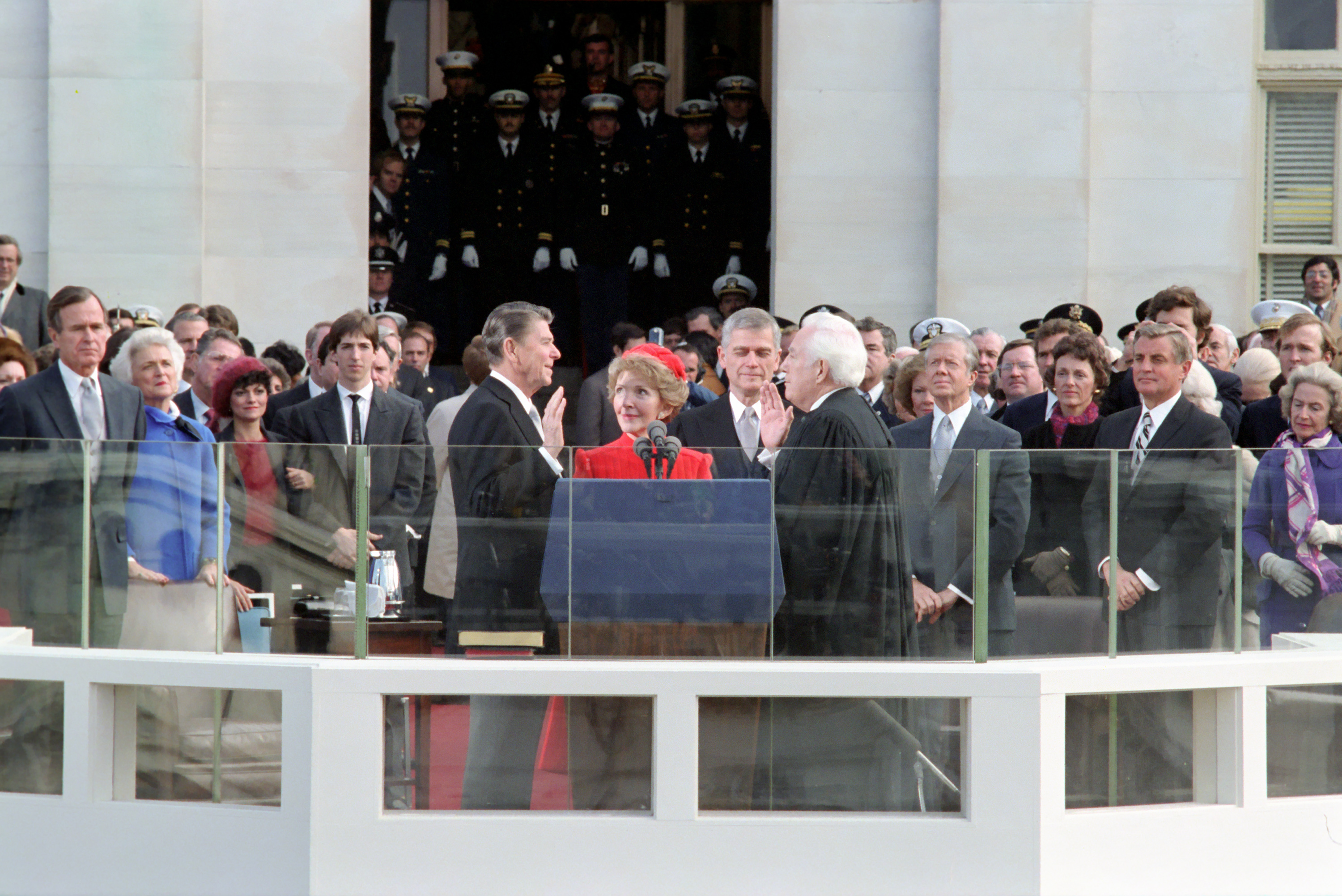
レーガン大統領就任式

### 1月
- 1月1日 - ギリシアが欧州共同体に加盟。
- 1月8日 - 鈴木善幸首相が東南アジア諸国連合（ASEAN）5ヶ国訪問に出発。
- 1月20日 - ロナルド・レーガンが第40代アメリカ合衆国大統領に就任。

### 2月
- 2月23日 - ローマ教皇ヨハネ・パウロ2世来日。
- 2月25日 - 1981年大韓民国大統領選挙。大統領選挙人団による投票の結果、全斗煥候補（民主正義党）が9割台の得票を得て圧勝。

### 3月
- 3月3日 - 国鉄再建法（前年12月27日に制定）施行令が決定される。
- 3月5日 - 自由民主党、衆議院予算委員会で昭和56年度予算を29年ぶりに単独で強行採決。
- 3月16日 - 第二次臨時行政調査会（土光敏夫会長、土光臨調）が初会合。
- 3月20日 - 中国残留孤児が初来日。
- 3月25日 - 韓国で第11代総選挙が行なわれ、全斗煥大統領の与党民主正義党が安定過半数の議席を確保した。
- 3月30日 - レーガン米大統領狙撃事件。

### 4月
- 4月7日 - 公職選挙法改正公布。

### 5月
- 5月4日 - 鈴木首相訪米。
- 5月5日 - 自動車基本法制定。
- 5月7日 - 日米首脳会談。
- 5月9日 - 日米首脳会談後、「日米同盟」の字句をめぐり問題化。
- 5月10日 - 仏大統領選挙でミッテラン（社会党）が当選（21日就任）。→詳細は「1981年フランス大統領選挙」を参照
- 5月11日 - レフ・ワレサ連帯議長が訪日。
- 5月12日 - 鈴木首相、日米共同声明の作成過程に不満を表明。
- 5月16日 - 伊東正義外相が辞任。後任には園田直厚相。厚相には村山達雄。
- 5月17日 - ライシャワー元駐日米大使、「核積載米艦船が日本に寄港していた」と発言。
- 5月20日 - 園田外相、マイケル・マンスフィールド駐日米大使を外務省に呼び、ラロック証言を否定したロバート・スティーヴン・インガーソル国務副長官が示した米国政府見解を再確認。

### 6月
- 6月1日 - 建築基準法の改正により新しい耐震基準が施行。この日以降に建築確認を受けた建物に対しては新耐震基準が適用される。
- 6月5日
  - 米空母ミッドウェーが横須賀港に入港。
  - 衆議院外務委員会で非核三原則を国是と決定。
- 6月7日 - イスラエルがイラク・フセイン政権下で建設が進められていた原子炉を爆撃 (イラク原子炉爆撃事件)。
- 6月9日 - 鈴木首相、欧州6カ国歴訪に出発。
- 6月12日 - 大平正芳前首相一周忌。
- 6月20日 - 園田外相、マニラで日米共同声明の拘束力否定の談話。
- 6月21日 - フランス国民議会選挙。ミッテラン大統領の与党である社会党が491議席中269議席を獲得。→詳細は「1981年フランス議会総選挙」を参照
- 6月29日 - 中国共産党第11期6中全会で文化大革命が完全否定される（「建国以来の党の若干の歴史問題についての決議」採択）。華国鋒に代わり胡耀邦が中国共産党主席に就任。

### 7月
- 7月5日 - 東京都議会議員選挙。自由民主党と日本社会党が共に議席を減らした反面、公明党と日本共産党は議席増の結果に。→詳細は「1981年東京都議会議員選挙」を参照
- 7月10日 - 臨調第一次答申。
- 7月16日 - マハティール・ビン・モハマドがマレーシア首相に就任した。
- 7月17日
  - 閣議、臨調第一次答申の最大限尊重、実行を決定。
  - 政府、基本米価を0.5パーセント引き上げ決定。土光臨調会長強い不満を表明。
- 7月20日 - 第7回先進国首脳会議（オタワ・サミット）開催される（～21日）。
- 7月29日 - イギリスでチャールズ3世（当時皇太子）とダイアナ妃の結婚式。

### 8月
- 8月10日 - 田中角栄元首相と中曽根行管庁長官が軽井沢でゴルフ会談。
- 8月18日 - 田中元首相と河本経企庁長官がゴルフ会談。
- 8月25日 - 政府・与党連絡会議、行財政改革関連法案一本化の方針および内容を決定。

### 10月

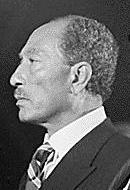
サダト・エジプト大統領暗殺

- 10月6日 - アンワル・サダトエジプト大統領が暗殺される。
- 10月22日 - 鈴木首相、メキシコで開催される初の南北サミットに出席。
- 10月28日 - ロッキード裁判で田中角栄元首相榎本敏夫秘書の前夫人・榎本三恵子が、金銭の授受があったとする爆弾証言（「ハチの一刺し」として流行語になる）。
- 10月29日 - 行革一括法案、衆議院を通過、参議院へ送付。

### 11月
- 11月5日 - 東京地方裁判所は、小佐野賢治国際興業社主に議院証言法違反で懲役1年の実刑判決。ロッキード事件最初の実刑判決。
- 11月30日 - 鈴木善幸改造内閣発足。外相に桜内義雄、法相に坂田道太など。中曽根康弘行管庁長官、河本敏夫経企庁長官、渡辺美智雄蔵相、中川一郎科技庁長官、宮沢喜一官房長官は留任。